# Helléan
Helléan (tiếng Breton: Helean) là một xã ở tỉnh Morbihan trong vùng Bretagne tây bắc Pháp. Xã này có diện tích 7,87 km², dân số năm 1999 là 306 người. Khu vực này có độ cao t 30-89 mét trên mực nước biển.
Cư dân của Helléan danh xưng trong tiếng Pháp là Helléanais.